# Acanthodoras cataphractus
Acanthodoras cataphractus és una espècie de peix de la família dels doràdids i de l'ordre dels siluriformes.

## Morfologia
- Els mascles poden assolir 11,5 cm de longitud total.[1][2]
- Té els ulls petits.[3]

## Alimentació
És omnívor.

## Hàbitat
És un peix d'aigua dolça i de clima tropical (22 °C-26 °C).

## Distribució geogràfica
Es troba a Sud-amèrica: conca del riu Amazones i conques fluvials costaneres de la Guaiana Francesa, Guaiana i Surinam.

## Costums
És actiu durant la nit.